# It Serves You Right to Suffer
It Serves You Right to Suffer — студійний альбом американського блюзового музиканта Джона Лі Гукера, випущений у 1966 році лейблом Impulse!.

## Опис
Ця сесія Джона Лі Гукера була записана у 1965 році на джазовому лейблі Impulse!. У записі взяли участь Панама Френсіс на ударних, Мілт Гінтон на басу і Баррі Гелбрейт на другій гітарі. Вільям Веллс зіграв на тромбоні лише на версії Гукера пісні «Money» Беррі Горді, мол.

## Список композицій
1. «Shake It Baby» (Джон Лі Гукер) — 4:23
2. «Country Boy» (Джон Лі Гукер) — 5:40
3. «Bottle Up and Go» (Джон Лі Гукер) — 2:28
4. «You're Wrong» (Джон Лі Гукер) — 4:22
5. «Sugar Mama» (Джон Лі Гукер) — 3:16
6. «Decoration Day» (Джон Лі Гукер) — 5:09
7. «Money» (Беррі Горді, мол.) — 2:26
8. «It Serves You Right to Suffer» (Джон Лі Гукер) — 5:08

## Учасники запису
- Джон Лі Гукер — вокал, гітара
- Баррі Гелбрейт — гітара
- Мілт Гінтон — фортепіано
- Панама Френсіс — ударні
- Вільям Веллс — тромбон (7)

Технічний персонал
- Боб Тіл — продюсер
- Боб Арнольд — інженер
- Рей Росс — фотографія
- Роберт Флінн — дизайн обкладинки
- Стенлі Денс — текст